# Juwel (Rebsorte)
‘Juwel’ ist eine Weißweinsorte, die 1951 von August Herold an der Staatlichen Lehr- und Versuchsanstalt für Wein- und Obstbau in Weinsberg (Baden-Württemberg) aus ‘Kerner’ × ‘Silvaner’ gekreuzt wurde.
Einen maßgeblichen Anteil an der Neuzucht hatte Josef Schäffer. Im Sortennamen steht „Ju-“ für seinen Rufnamen Jupp, „we-“ für Weinsberg und „l“ für den Standort der Zuchtanstalt, Lauffen am Neckar.

## Abstammung
Kreuzung von ‘Kerner’ × ‘Silvaner’ (wie beim ‘Silcher’). Im Oktober 1987 wurde diese Sorte unter dem Namen Juwel in die Sortenliste eingetragen und erhielt Sortenschutz.

## Ampelographische Sortenmerkmale
- Die Triebspitze ist offen. Sie ist mitteldicht weißwollig mit leicht rötlichem Anflug. Die grünen Jungblätter sind bronzefarben gefleckt (Anthocyanflecken).
- Die mittelgroßen Blätter sind meist dreilappig. Die Stielbucht ist leicht überlappend geschlossen. Die Blattoberfläche (auch Spreite genannt) ist leicht blasig.
- Die Traube ist mittelgroß bis groß und mäßig dichtbeerig. Die rundlichen Beeren sind mittelgroß und von grün-gelblicher Farbe. Das Aroma der Beere ist fast neutral, aber leicht eigenwillig.

In ihren Eigenschaften erinnert die Sorte an die Muttersorte ‘Kerner’.
Reife: mittel bis spät

## Eigenschaften
Ist eine ertragssichere Sorte mit hoher Reifeleistung.

## Wein
Bring fruchtige, elegante Weine.

## Verbreitung
Innerhalb Deutschlands verteilt sich die bestockte Rebfläche (2008) wie folgt:
| Weinbaugebiet          | Fläche ha |
| ---------------------- | --------- |
| Ahr                    | -         |
| Baden                  | 1         |
| Franken                | -         |
| Hessische Bergstraße   | -         |
| Mittelrhein            | -         |
| Mosel                  | 2         |
| Nahe                   | 1         |
| Pfalz                  | 2         |
| Rheingau               | -         |
| Rheinhessen            | 16        |
| Saale-Unstrut          | -         |
| Sachsen                | -         |
| Stargarder Land        | -         |
| Württemberg            | 2         |
| TOTAL Deutschland 2007 | 26        |